# Bob Hope
Bob Hope   (Eltham, 29 de maig de 1903 - Toluca Lake, 27 de juliol de 2003) nascut Leslie Townes Hope, va ser un actor, comediant, cantant, còmic, atleta i escriptor estatunidenc d'origen britànic.
Amb una carrera que ha abastat gairebé 80 anys, Hope ha aparegut en més de 70 curtmetratges i llargmetratges, protagonitzant 54 llargmetratges, incloent una sèrie de set musicals titulada Road to..., amb Bing Crosby com el compant més popular de Hope.
A més de ser l'amfitrió 19 vegades dels Oscar, més que cap altre presentador, ha aparegut en nombroses produccions escèniques i papers televisius, i ha escrit 14 llibres. La cançó Thanks for the Memory va ser la seva melodia i es va convertir en la seva signatura.

## Biografia

### Joventut
Nascut al barri d'Eltham, al sud-est de Londres, Bob Hope va arribar als Estats Units amb la seva família quan tenia quatre anys i va créixer a prop de Cleveland, Ohio.

### Carrera
Després d'una sèrie de curts, Bob Hope va protagonitzar The Big Broadcast of 1938 (1938) de Mitchell Leisen, amb WC Fields, Martha Raye i Dorothy Lamour, i el mateix any, College Swing de Raoul Walsh, amb George Burns i Gracie Allen.

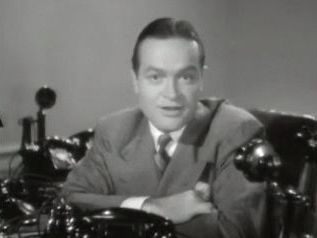
Bob Hope a El misteri del castell maleït (1940).

La sèrie de set pel·lícules On the way to Road to... (1940 a 1962), amb Bing Crosby i Dorothy Lamour (aquesta última va ser substituïda per Joan Collins en l'última obra) i els convidats estrella Anthony Quinn, Dean Martin i Jerry Lewis, Zsa Zsa Gabor o Peter Sellers entre d'altres, li va assegurar una immensa popularitat a Amèrica.
El 1942, durant la Segona Guerra Mundial, va participar amb altres estrelles de cinema a la Victor Caravan, una gira de dues setmanes en tren pels Estats Units destinada a recaptar fons per al suport de l'esforç de guerra.

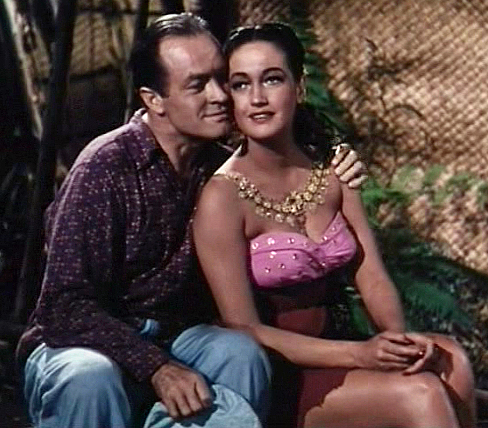
Amb Dorothy Lamour a Camí de Bali (1952).

Gran seductor de la pantalla, Bob Hope va tenir com a companys, la majoria de les vegades en comèdies romàntiques i absurdes explotant les venes de l'exotisme i la paròdia (westerns, cinema negre...), les actrius Betty Hutton, Signe Hasso, Eva Marie Saint, Anita Ekberg, Paulette Goddard, Virginia Mayo, Joan Fontaine, Madeleine Carroll, Jane Wyman, Katharine Hepburn, Rhonda Fleming, Lana Turner, Michèle Mercier i Yvonne De Carlo, Hedy Lamarr, Lucille Ball, Rosemary Clooney, Jane Calamity Jane (!) i Elke Sommer.
També va participar en la pel·lícula de Hal Walker Camí de Bali (1952), amb Dean Martin i Jerry Lewis, i també va actuar amb George Sanders, Mickey Rooney, Fernandel o Vincent Price. També prova el drama, per exemple al documental Beau James (1957) de Gene Fowler, una biografia del polític Jimmy Walker.
La pel·lícula Spies Like Us (1985) de John Landis és el seu adéu al cinema.
Va fer les seves últimes aparicions a la televisió els anys 1988 i 1989 a les sèries Highway to Heaven i The Golden Girls, i en una pel·lícula de televisió de Nadal, A Bob Hope Christmas (1991), al costat de l'actor Macaulay Culkin.

### Altres activitats
- Còmic amb talent, Bob Hope va ser enviat en una missió per acompanyar els militars americans durant els temps difícils de la Guerra del Vietnam.
- Va animar la cerimònia dels Premis de l'Acadèmia dinou vegades.[3]
- També va ser el presentador del certamen Miss Món 1970, que li va valer un llançament de tomàquets de l'organització feminista "Grup d'Art d'Alliberament de Dones de Londres" organitzat per l'artista Margaret Harrison.[4]

### Vida privada
Bob Hope va jugar al golf amb onze presidents dels Estats Units, un honor sense precedents en el món de l'espectacle. Quan va morir, va rebre molts elogis càlids als Estats Units.
Tenia una vil·la d'estil futurista a Califòrnia, dissenyada per l'arquitecte John Lautner i amb vista a Coachella. Té una piscina, un gran parc i 2.170 m² d'espai interior on hi ha una roca al mig del saló, així com un fresc de Garth Benton inspirat en la imaginació de Henri Rousseau.

### Mort
Bob Hope va morir el matí del 27 de juliol de 2003 als 100 anys, a casa seva de Toluca Lake, Califòrnia, després de patir una pneumònia.
Després de la seva mort, dibuixants de diaris d'arreu del món van rendir homenatge al seu treball per a les Organitzacions de Serveis (USO) en nom de l'exèrcit dels Estats Units, i alguns diaris van presentar dibuixos animats de Bing Crosby, que va morir el 1977, donant la benvinguda a Hope to the Paradise.

## Filmografia

### Actor

#### Dècada de 1930
- 1934: Going Spanish: Bob
- 1934: Paree, Paree: Peter Forbes
- 1935: Double Exposure
- 1935: The Old Grey Mayor: Bob Hope
- 1935: Calling All Tars
- 1935: Watch the Birdie
- 1936: Shop Talk
- 1938: Big Broadcast of 1938 : Buzz Fielding
- 1938: College Swing de Raoul Walsh: Bud Brady
- 1938: Give Me a Sailor: Jim Brewster
- 1938: Thanks for the Memory: Steve Merrick
- 1939: Never Say Die: John Kidley
- 1939: Some Like It Hot, de George Archainbaud: Nicky Nelson
- 1939: The Cat and the Canary: Wally Campbell

#### Dècada de 1940
- 1940: Road to Singapore: Ace Lannigan
- 1940: The Ghost Breakers: 'Larry' Lawrence
- 1941: Road to Zanzibar: Hubert 'Fearless' Frazier
- 1941: El recluta enamorat (Caught in the Draft): Don Bolton
- 1941: Nothing But the Truth d'Elliott Nugent: Steve Bennett
- 1941: Louisiana Purchase: Jim Taylor
- 1942: My Favorite Blonde: Larry Haines
- 1942: Road to Morocco: Orville 'Turkey' Jackson / Aunt Lucy
- 1942: Star spangled rythm de George Marshall: Ell mateix
- 1943: They Got Me Covered: Robert Kittredge
- 1943: Let's Face It: Jerry Walker
- 1944: La princesa i el pirata (The Princess and the Pirate): Sylvester the Great
- 1946: Road to Utopia: Chester Hooton
- 1946: Monsieur Beaucaire de George Marshall: Monsieur Beaucaire, el barber
- 1947: Morena i perillosa (My Favorite Brunette) d'Elliott Nugent: Ronnie Jackson
- 1947: La noia de varietats (Variety Girl) de George Marshall: Bob Hope
- 1947: Where There's Life: Michael Joseph Valentine
- 1947: Road to Rio: Hot Lips Barton
- 1948: The Paleface: 'Painless' Peter Potter
- 1949: Sorrowful Jones: Humphrey 'Sorrowful'Jones
- 1949: The Great Lover: Freddie Hunter

#### Dècada de 1950
- 1950: The Star-Spangled Revue (TV): Host
- 1950: Fancy Pants de George Marshall: Humphrey
- 1951: The Lemon Drop Kid: Sidney Melbourne (The Lemon Drop Kid)
- 1951: My Favorite Spy de Norman Z. McLeod: Peanuts White / Eric Augustine
- 1952: L'espectacle més gran del món (The Greatest Show on Earth) de Cecil B. DeMille: Spectator
- 1952: Son of Paleface: Peter 'Junior' Potter Jr.
- 1952: Camí de Bali (Road to Bali): Harold Gridley
- 1953: Off Limits: Wally Hogan
- 1953: Scared Stiff: Skeleton (Cameo)
- 1953: Here Come the Girls: Stanley Snodgrass
- 1953 : Christmas with the Stars (TV)
- 1954: La gran nit de Casanova (Casanova's Big Night): Pippo Popolino
- 1955: The Seven Little Foys: Eddie Foy
- 1956: Showdown at Ulcer Gulch: Cameo
- 1956: That Certain Feeling: Francis X. Dignan
- 1956: Faldilles d'acer (The Iron Petticoat): Major Charles "Chuck" Lockwood
- 1957: Beau James: Mayor James J. 'Jimmy' Walker
- 1958: Vacances a París (Paris Holiday): Robert Leslie Hunter
- 1959: Alias Jesse James: Milford Farnsworth
- 1959: The Five Pennies: Guest

#### Dècada de 1960
- 1960: The Facts of Life de Melvin Frank: Larry Gilbert
- 1961: Bachelor in Paradise de Adam J. Niles
- 1962: The Road to Hong Kong: Chester Babcock
- 1963: Critic's Choice de Don Weis: Parker Ballantine
- 1963: Call Me Bwana: Matthew Merriwether
- 1964: A Global Affair: Frank Larrimore
- 1964 : Mr. and Mrs. (TV): Bill Blakley
- 1965: I'll Take Sweden de Frederick de Cordova: Bob Holcomb
- 1966: Quina equivocació tan ximple! (Boy, Did I Get a Wrong Number!): Thomas J. 'Tom' Meade
- 1966: Not with My Wife, You Don't! de Norman Panama: Cameo
- 1967: Eight on the Lam: Henry Dimsdale
- 1968 : Carnival Nights (TV)
- 1968: Cervesa per a tots (The Private Navy of Sgt. O'Farrell): Sgt. Dan O'Farrell
- 1969: How to Commit Marriage: Frank Benson
- 1969: Roberta (TV): Huckleberry Haines

#### Dècada de 1970 a 1990

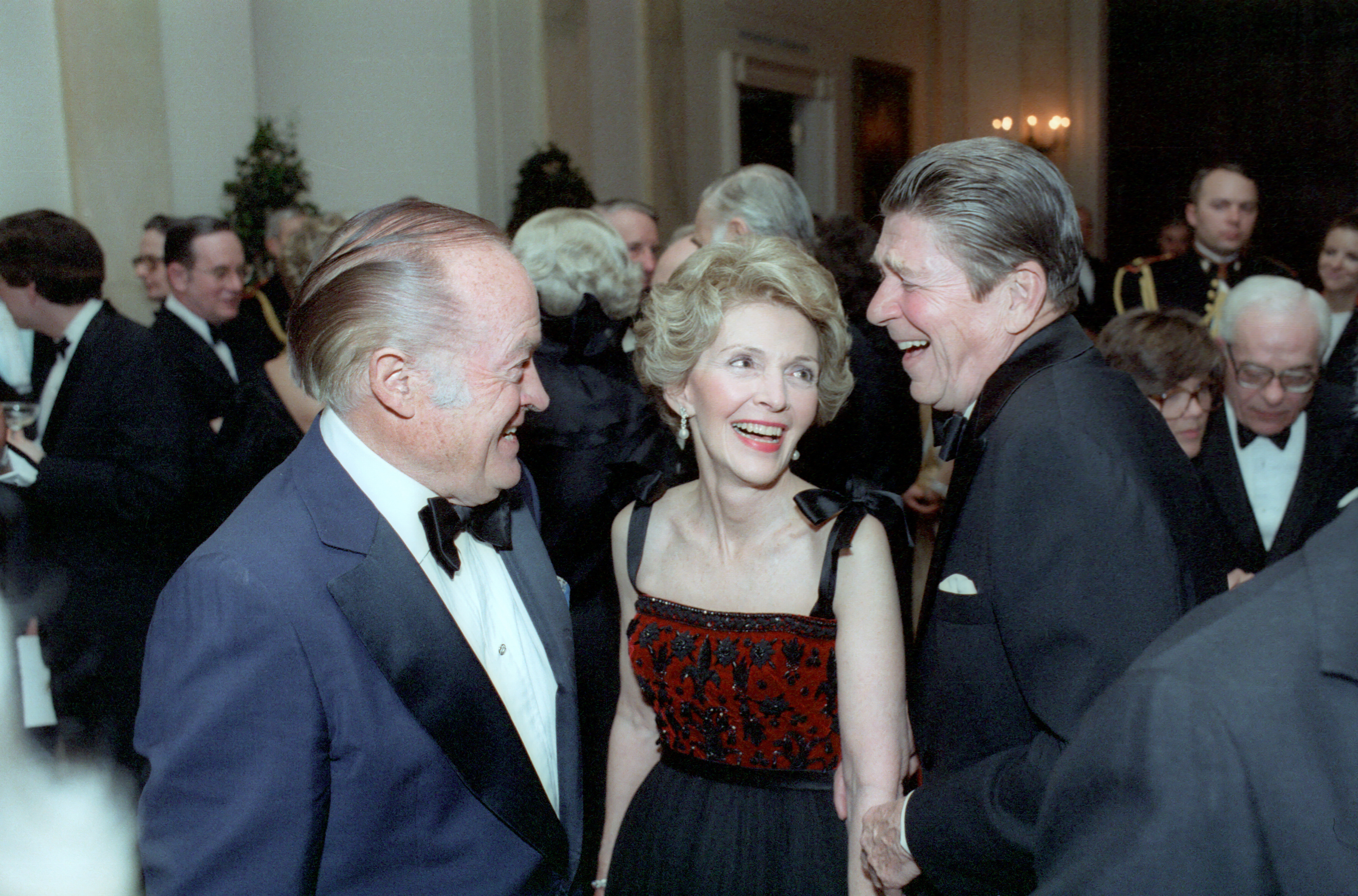
Bob Hope (esquerra) amb Nancy i Ronald Reagan, aleshores president dels Estats Units, el 1981.

- 1971: Plimpton! Has sentit parlar? (TV)
- 1972: Anul·leu la meva reserva (Cancel My Reservation), de Paul Bogart: Dan Bartlett
- 1979: Els Muppets, la pel·lícula: Venedor de gelats
- 1985: The American Collegiate Talent Search amb Bob Hope (TV): Amfitrió/Celebritat
- 1985: Spies Like Us : Golf
- 1986: Una obra mestra de l'assassinat (TV): Dan Dolan
- 1993: A Stand Up Life (TV)

### Productor
- 1958: Vacances a París
- 1959: Don't Shoot the Bandit (AKA Jesse James)
- 1968: L'especial de Nadal de Bob Hope (TV)
- 1972: Cancel·la la meva reserva
- 1976: Alegries (TV)
- 1984: El Nadal USO de Bob Hope a Beirut (TV)
- 1993: A Bob Hope Christmas (TV)

## Honors i homenatges
- Tres Oscars honorífics, els anys 1941, 1945 i 1953.
- L'aeroport Bob-Hope de Burbank, Califòrnia, porta el seu nom en el seu honor l'any 2003, poc després de la seva mort.
- Un vaixell de càrrega del comandament de transport marítim militar porta el seu nom, USNS Bob Hope (en) (T-AKR-300). Llançat el març de 1997 i va entrar al servei el novembre de 1998, aquesta és el primer de la classe Bob Hope (Vaixell de càrrega de vehicles de classe Bob Hope).[7]
- El premi "Bob Hope Humanitarian Award" va ser creat per premiar un artista o artesà de la televisió nord-americana que hagi demostrat el seu compromís amb la seva acció humanitària. Es presenta, quan es concedeix, amb motiu dels Premis Emmy.

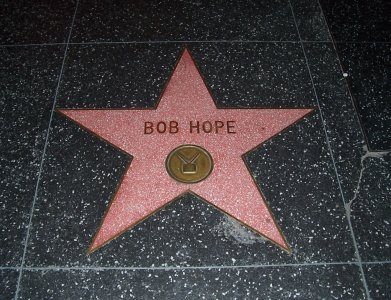
L'estrella de Bob Hope al Passeig de la Fama de Hollywood a Hollywood Boulevard.
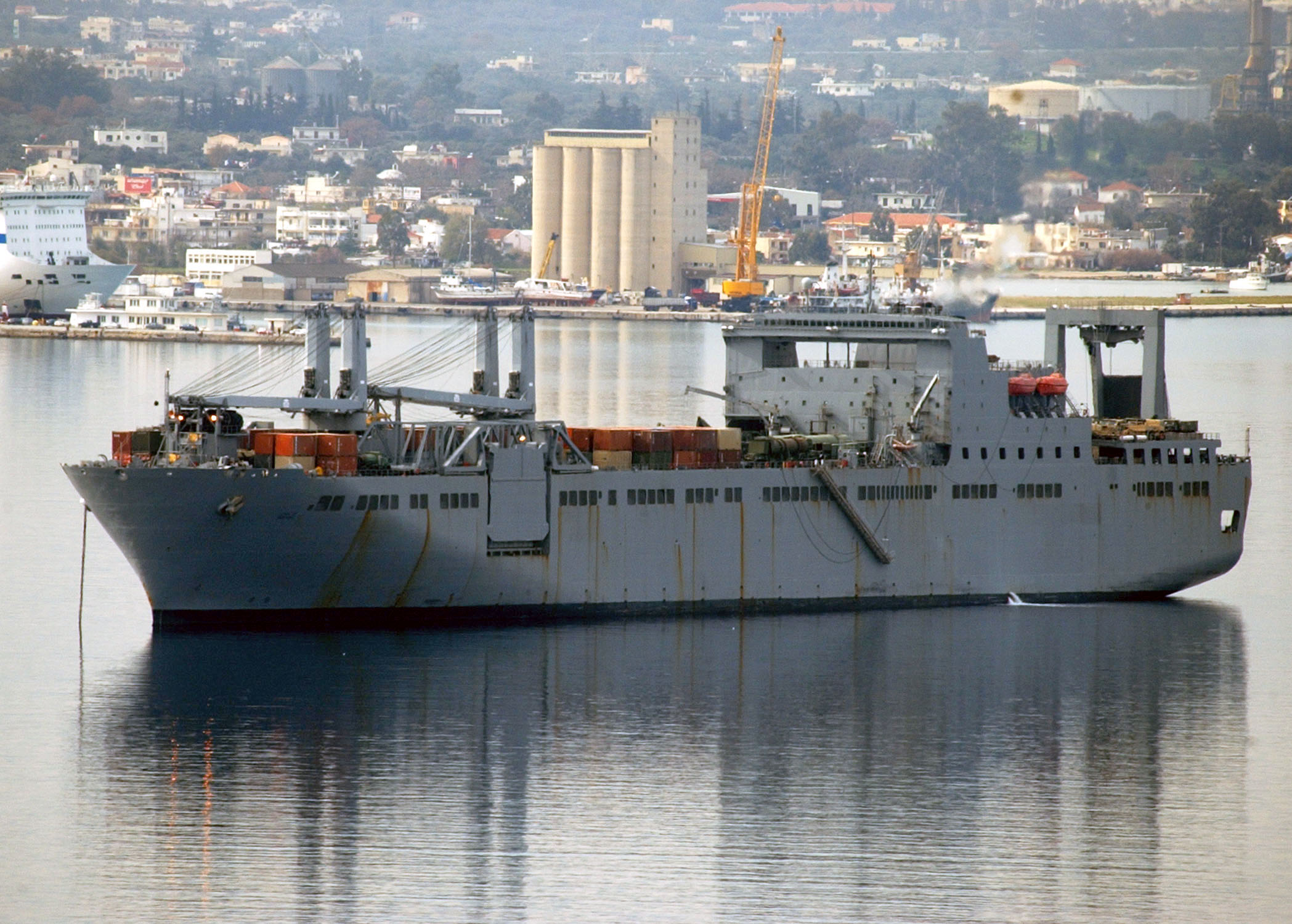
Bob Hope al port de la badia de Souda.